# Schwalmere
Schwalmere (veraltet auch (Höchst) Schwalmer(e)n) ist der Name eines 2777 m ü. M. hohen Berges im Berner Oberland in der Schweiz.
Die Schwalmere ist der zentrale Gipfel der Gebirgsgruppe zwischen Kander und Lütschine und dominiert diese bei Blick von Norden her. Die höchste Erhebung der Gruppe ist aber das Schilthorn mit 2970 m ü. M.
Die Schwalmere liegt auf dem Grat, der sich in nord-südlicher Richtung vom Morgenberghorn bis zum Schilthorn erstreckt. Südwestlich des Gipfels befindet sich der Spiggegrund, ein Seitental des Kientals. Im Nordosten liegt das Suldtal, im Norden/Nordosten das Saxettal und im Osten/Südosten das Soustal.
Der Gipfel ist für Bergwanderer und Skitourenfahrer erreichbar.